# Dukhân (gisement)
 (juillet 2022).
Si vous disposez d'ouvrages ou d'articles de référence ou si vous connaissez des sites web de qualité traitant du thème abordé ici, merci de compléter l'article en donnant les références utiles à sa vérifiabilité et en les liant à la section « Notes et références ».
Dukhân est le principal gisement pétrolier du Qatar - et le seul onshore. Il a été découvert en 1939, mais l'exploitation commerciale n'a commencée qu'en 1950.
Il comprend plusieurs réservoirs dans différentes strates, le plus profond contient du gaz naturel. Il appartient à la célèbre formation « Khuff ».
Le gisement produit actuellement quelque 300 kbbl/j de pétrole léger, mais relativement riche en soufre. Beaucoup de gaz y est injecté (non seulement son propre gaz associé qui est ainsi recyclé, mais aussi du gaz de North Dome). 
Le gisement s'étend sur environ 80 km du nord au sud. Il est difficile d'estimer le contenu de ces réserves, il semble qu'elles étaient initialement de 5 Gbbl et qu'il en reste moins de 2[Quand ?], mais les sources divergent.

Galerie
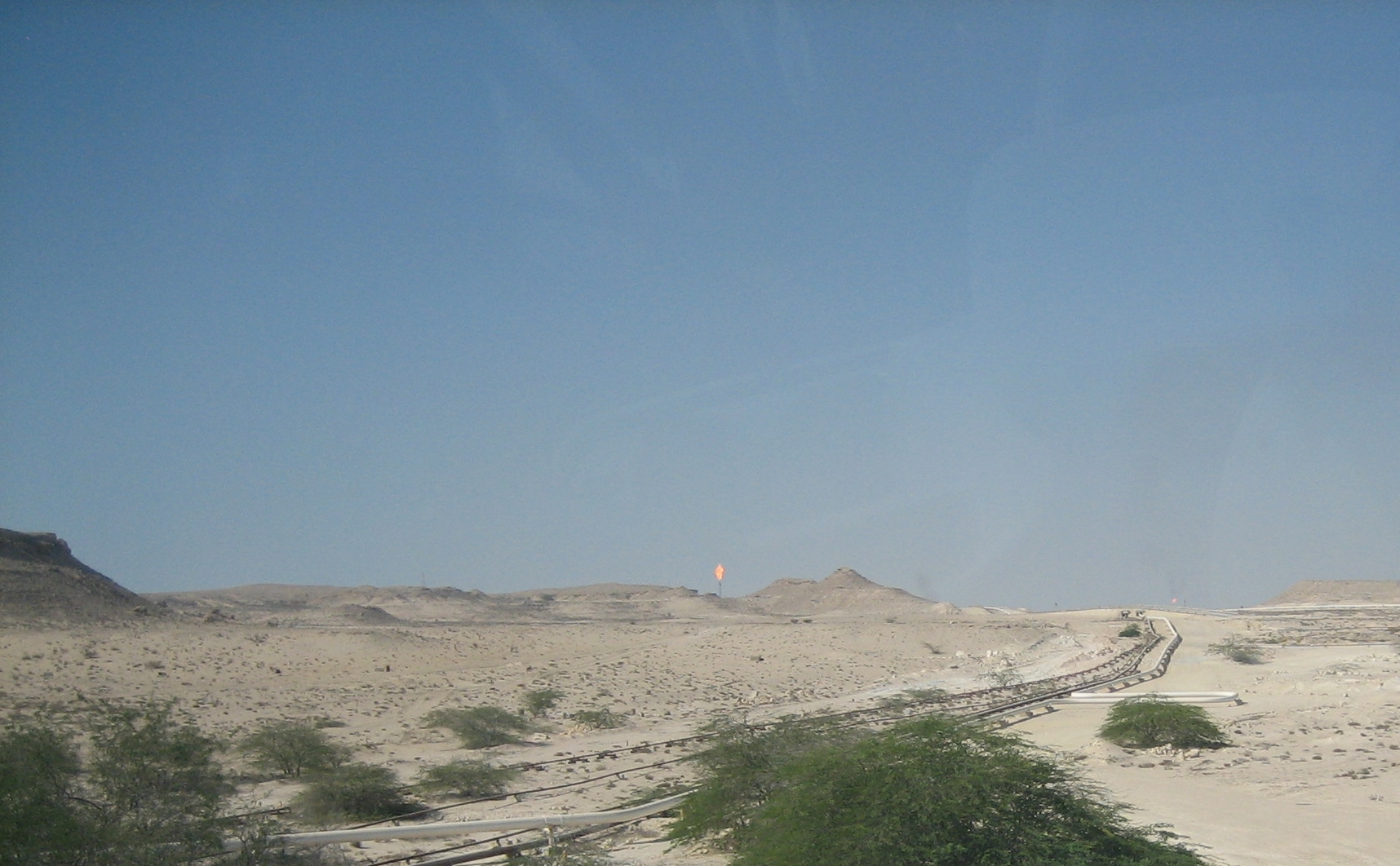
Oléoduc de Dukhân vu de la terre avec raffinerie à l'horizon en 2015
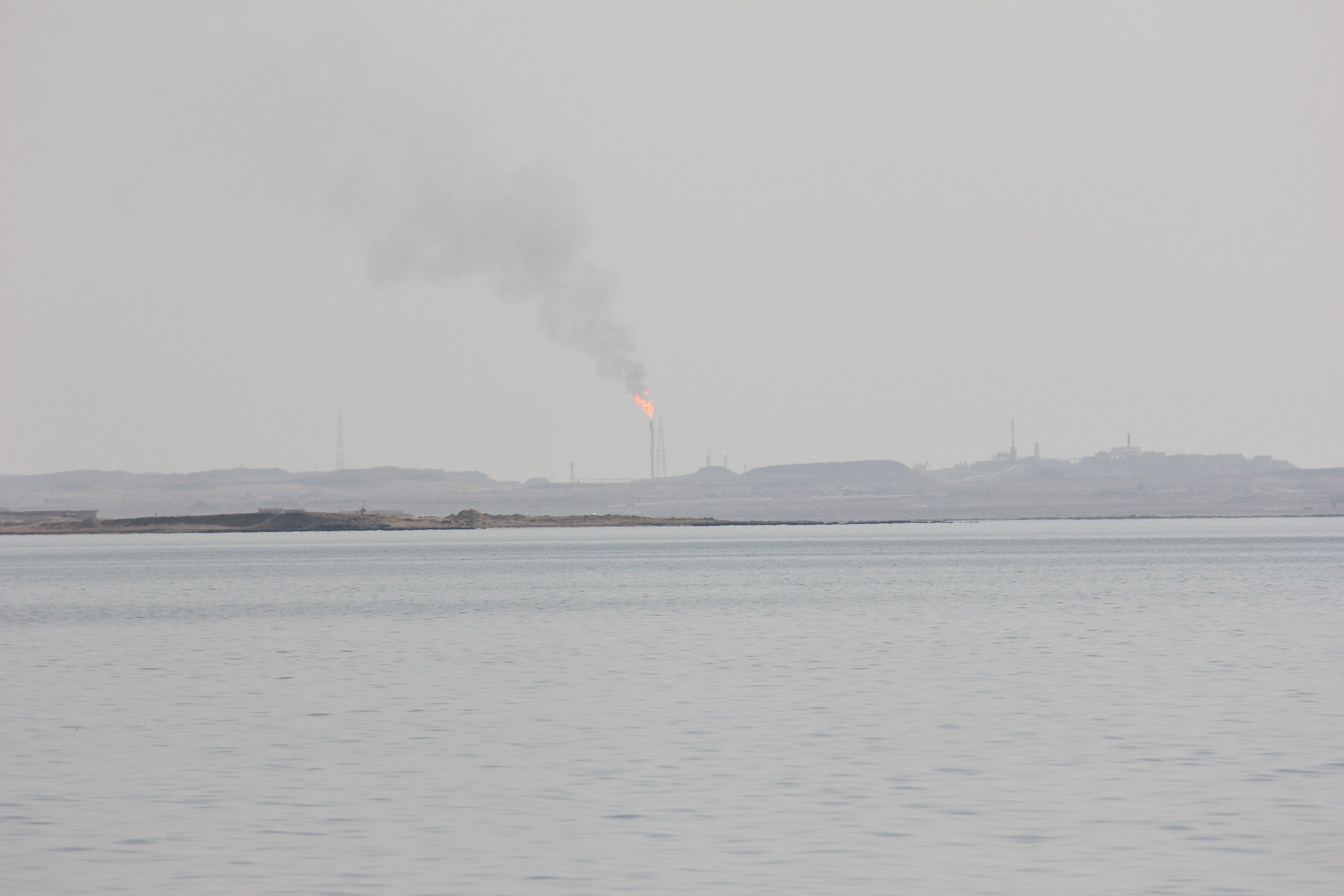
Raffinerie de Dukhân vue de la mer en 2013